# Paramasaris fuscipennis
Paramasaris fuscipennis är en stekelart som beskrevs av Cameron 1901. Paramasaris fuscipennis ingår i släktet Paramasaris och familjen Masaridae. Inga underarter finns listade i Catalogue of Life.